# Josep Maria Barnadas i Mestres

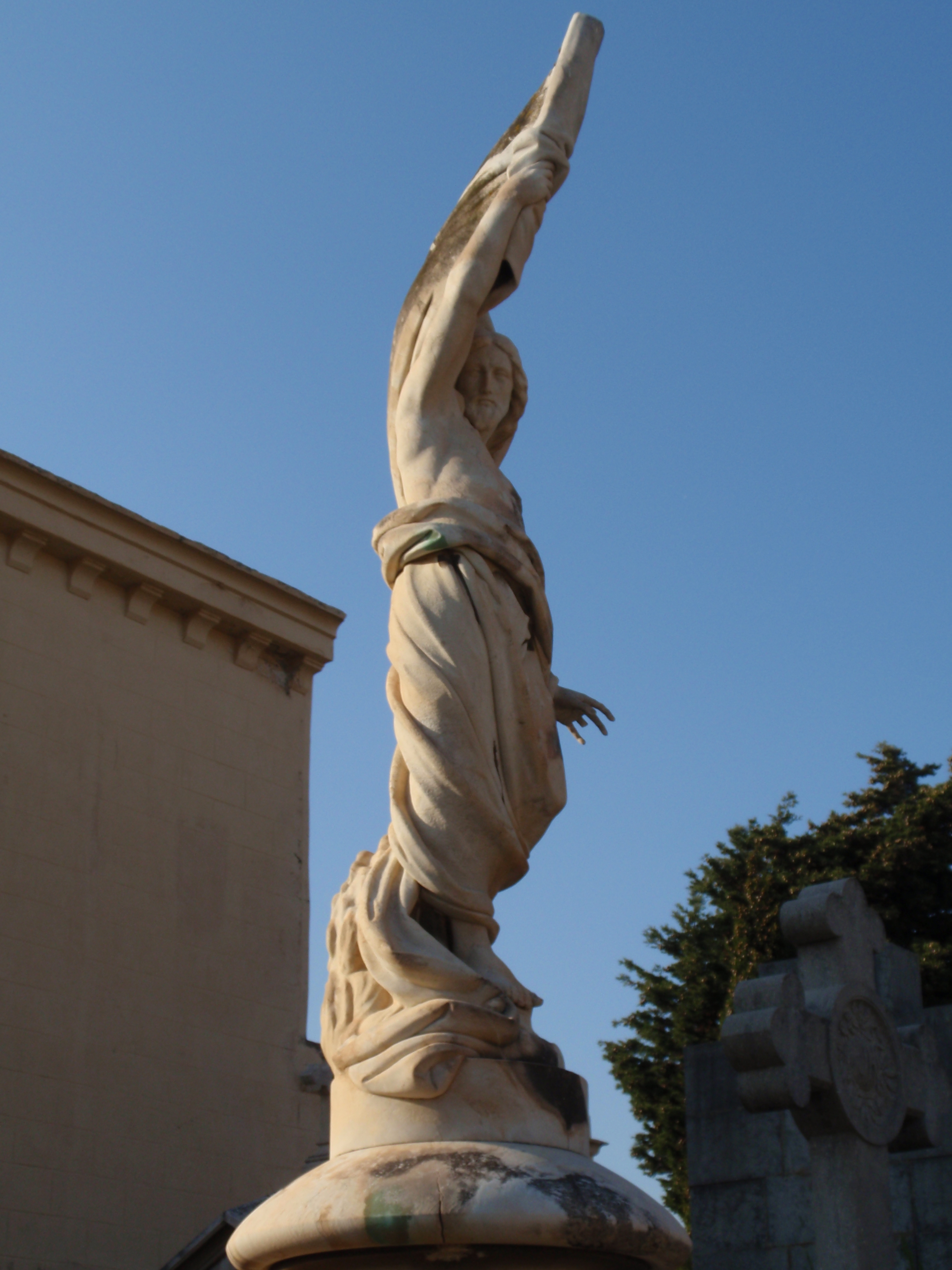
Sepulcre d'Andreu Lloveras i Riera al cementiri d'Arenys de Mar, 1896-1898.

Josep Maria Barnadas i Mestres (Barcelona, 28 d'abril de 1867 - Alella, Maresme, 1939) fou un escultor català. Format a l'Escola de Belles Arts de Barcelona, entre les seves obres destaquen el monument a Crist Rei de l'Exposició Internacional de 1929.

## Obra
Per al Monestir de Montserrat va realitzar:
- 1892 sis relleus de bronze commemoratius del quart centenari del descobriment d'Amèrica, que actualment es troben encastats a la porta principal de la sagristia.

Dins el recorregut del Rosari Monumental de Montserrat va fer tres escultures en col·laboració de l'arquitecte Joan Martorell i Montells:
- 1904 La Presentació de Jesús al Temple, del Quart Misteri de Goig
- 1906 La Troballa de Jesús al Temple, del Cinquè Misteri de Goig
- sense data coneguda, La Pentecosta, del Tercer Misteri de Glòria.

A Granollers va treballar per Simó Cordomí en dos edificis singulars de la ciutat:
- 1902-1904 Ajuntament de Granollers amb una façana totalment decorada en pedra d'estil neogòtic.
- 1904-1905 Casa Blanxart amb un destacat grup escultòric a la façana.

Va realitzar escultura funerària al cementiri de Lloret de Mar, d'Arenys de Mar i al de Montjuïc, a Barcelona.
- 1896-98 Sepulcre d'Andreu Lloveras i Riera amb una resurrecció triomfant
- 1903 Hipogeu Durall-Suris, obra de l'arquitecte Bonaventura Conill i Montobbio, on barreja la simbologia de la creu i l'àngel.

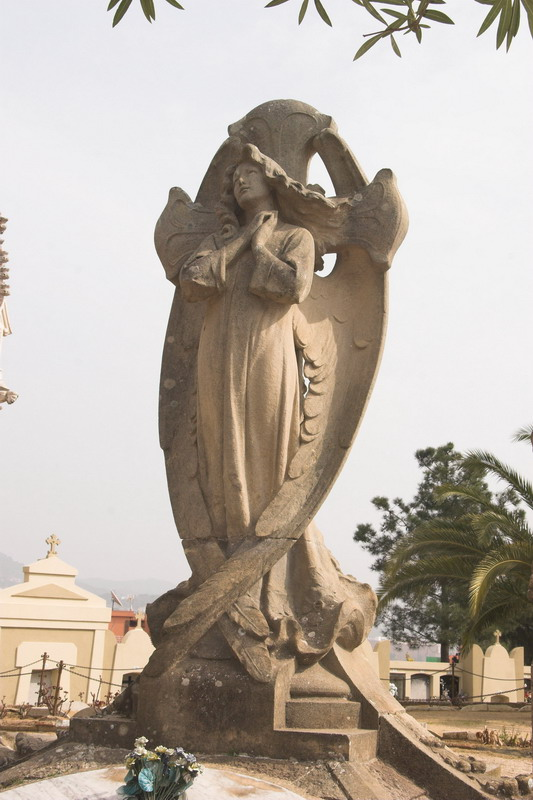
Hipogeu Durall-Suris al cementiri de Lloret de Mar

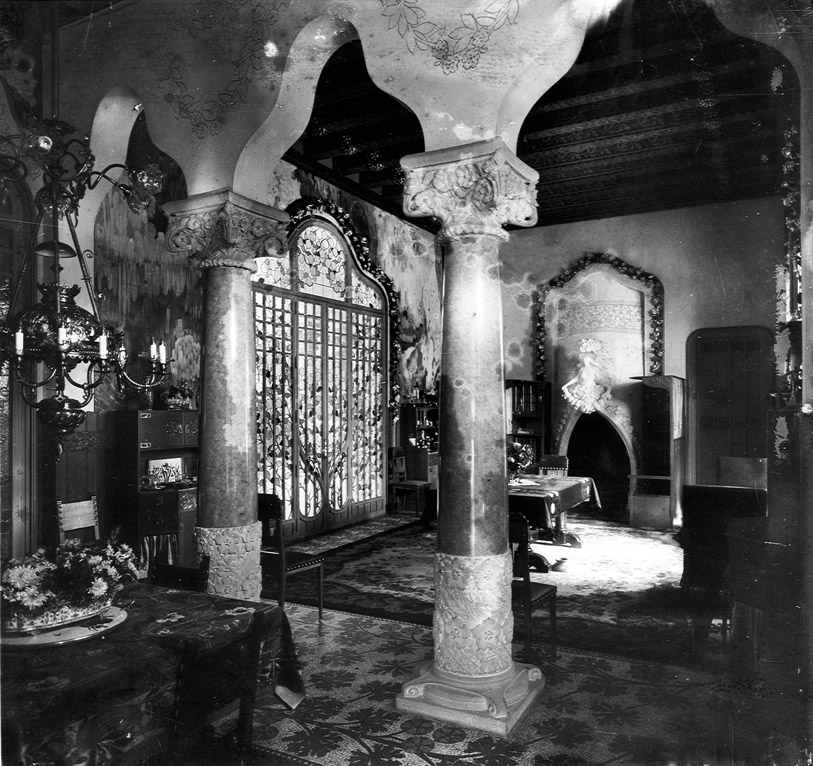
Columnes de la casa Trinxet, avui desaparegudes